# Web Hypertext Application Technology Working Group
WHATWG (ang. Web Hypertext Application Technology Working Group), Grupa Robocza ds. Technologii Hipertekstowych Aplikacji Sieciowych – nieformalna organizacja tworzona przez producentów przeglądarek internetowych i osoby prywatne, mająca na celu rozwijanie nowych technologii służących do tworzenia aplikacji sieciowych. W przeciwieństwie do neutralnego W3C, WHATWG jest kierowane głównie przez producentów kilku przeglądarek, przede wszystkim Mozilla Foundation, Google, Opera Software oraz Apple Inc.
Specyfikacje, nad którymi pracuje WHATWG, stanowią rozszerzenia i modyfikacje języków HTML, XHTML i CSS, mające uczynić je bardziej odpowiednimi do praktycznych zastosowań WWW, takich jak sklepy internetowe, fora dyskusyjne czy reklama internetowa. Prace Grupy Roboczej dotyczą podobnej materii, jaką zajmuje się obecnie organizacja W3C (XHTML 2.0, XForms) i stanowią wobec niej de facto konkurencję (choć częściowo się pokrywają). Mimo to niektórzy członkowie WHATWG są jednocześnie członkami W3C, projekty WHATWG są przesyłane do W3C, a z obu stron padają deklaracje o bliższej współpracy w przyszłości.
Aktualnie WHATWG prowadzi prace nad trzema specyfikacjami:
- Web Applications – stanowiąca de facto kolejną wersję HTML i XHTML;
- Web Forms 2 – rozszerzenie formularzy HTML;
- Web Controls – rozszerzenia CSS i DOM ułatwiające tworzenie nowych kontrolek.